# Melanaspis vilardeboi
Melanaspis vilardeboi är en insektsart som beskrevs av Alfred Serge Balachowsky 1953. Melanaspis vilardeboi ingår i släktet Melanaspis och familjen pansarsköldlöss.
Artens utbredningsområde är Guinea. Inga underarter finns listade i Catalogue of Life.